# Ghana op de Olympische Zomerspelen 1960
Ghana nam deel aan de Olympische Zomerspelen 1960 in Rome, Italië. Dit was de eerste Ghanese deelname na de onafhankelijkheid in 1957. Acht jaar eerder had het, onder de naam Goudkust, deelgenomen aan de Spelen van 1952. Tijdens dit toernooi won het ook de allereerste olympische medaille.

## Medailleoverzicht
| Sport  | Olympiër        | Onderdeel | Medaille |
| ------ | --------------- | --------- | -------- |
| Boksen | Clement Quartey | -64kg (m) | Zilver   |

## Deelnemers en resultaten

### Atletiek
| Olympiër                                                  | Discipline       | Resultaat | Prestatie                                              |
| --------------------------------------------------------- | ---------------- | --------- | ------------------------------------------------------ |
| Gustav Ntiforo                                            | 100m (m)         | 39e       | serie 2: 4de in 11,0                                   |
| Michael Okantey                                           | 200m (m)         | 32e       | serie 4: 3de in 21,8                                   |
| John Asare-Antwi                                          | 400m (m)         | 30e       | serie 1: 5de in 47,7                                   |
| Frederick Owusu                                           | 800m (m)         | 42e       | serie 5: 5de in 1.55,41                                |
| William Quaye James Addy Frederick Owusu John Asare-Antwi | 4x400m (m)       | 11e       | serie 4: 2de in 3.10,66 halve finale 2: 5de in 3.11,03 |
| Robert Kotei                                              | hoogspringen (m) | 10e       | kwalificatie: 4de met 2,00m finale: 10de met 2,03m     |

### Boksen
| Olympiër        | Discipline | Resultaat | Prestatie |
| --------------- | ---------- | --------- | --- |
| Isaac Aryee     | -51kg (m)  | 17e       | 1ste ronde: vrij 2de ronde: V van JPN Tanabe: 0-5 |
| Joshua Williams | -57kg (m)  | 33e       | 1ste ronde: V van ROU Georghiu: 1-4 |
| Eddie Blay      | -60kg (m)  | 9e        | 1ste ronde: vrij 2de ronde: W van URU Gutierrez: 4-1 3de ronde: V van GBR McTaggart: 0-5 |
| Clement Quartey | -64kg (m)  | Zilver    | 1ste ronde: vrij 2de ronde: W van MAR Boubekeur: 5-0 3de ronde: W van IRQ Al-Karkhi: 5-0 kwartfinale: W van KOR Kim: 3-2 halve finale: W van POL Kasprzyk: walk-over finale: V van TCH Němeček: 0-5 |
| Joseph Lartey   | -67kg (m)  | 9e        | 1ste ronde: vrij 2de ronde: W van SWE Bergström: 5-0 3de ronde: V van URS Radonyak: knock-out |
| Alhassan Brimah | -71kg (m)  | 17e       | 1ste ronde: vrij 2de ronde: V van URS Lagoetin: knock-out |

Afghanistan · Argentinië · Australië · Bahama's · België · Bermuda · Birma · Brazilië · Brits-Guiana · Bulgarije · Canada · Ceylon · Chili · Colombia · Cuba · Denemarken · Duits eenheidsteam · Ethiopië · Fiji · Filipijnen · Finland · Frankrijk · Ghana · Griekenland · Groot-Brittannië · Haïti · Hongarije · Hongkong · Ierland · IJsland · India · Indonesië · Irak · Iran · Israël · Italië · Japan · Joegoslavië · Kenia · Libanon · Liberia · Liechtenstein · Luxemburg · Malakka · Malta · Marokko · Mexico · Monaco · Nederland · Nederlandse Antillen · Nieuw-Zeeland · Nigeria · Noorwegen · Oeganda · Oostenrijk · Pakistan · Panama · Peru · Polen · Portugal · Puerto Rico · Roemenië · San Marino · Singapore · Soedan · Sovjet-Unie · Spanje · Suriname · Taiwan · Thailand · Tsjecho-Slowakije · Tunesië · Turkije · Uruguay · Venezuela · Verenigde Arabische Republiek · Verenigde Staten · Vietnam · West-Indische Federatie · Zuid-Afrika · Zuid-Korea · Zuid-Rhodesië · Zweden · Zwitserland